# Cervone, Novovoronțovka
Cervone (în ucraineană Червоне) este un sat în comuna Petropavlivka din raionul Novovoronțovka, regiunea Herson, Ucraina.

## Demografie
Componența lingvistică a localității Cervone
     Ucraineană (97,64%)
     Rusă (2,36%)
Conform recensământului din 2001, majoritatea populației localității Cervone era vorbitoare de ucraineană (97,64%), existând în minoritate și vorbitori de rusă (2,36%).